# Witwenvögel

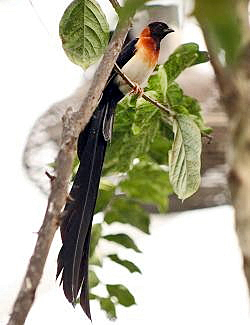
Spitzschwanz-Paradieswitwe (V. paradisaea)

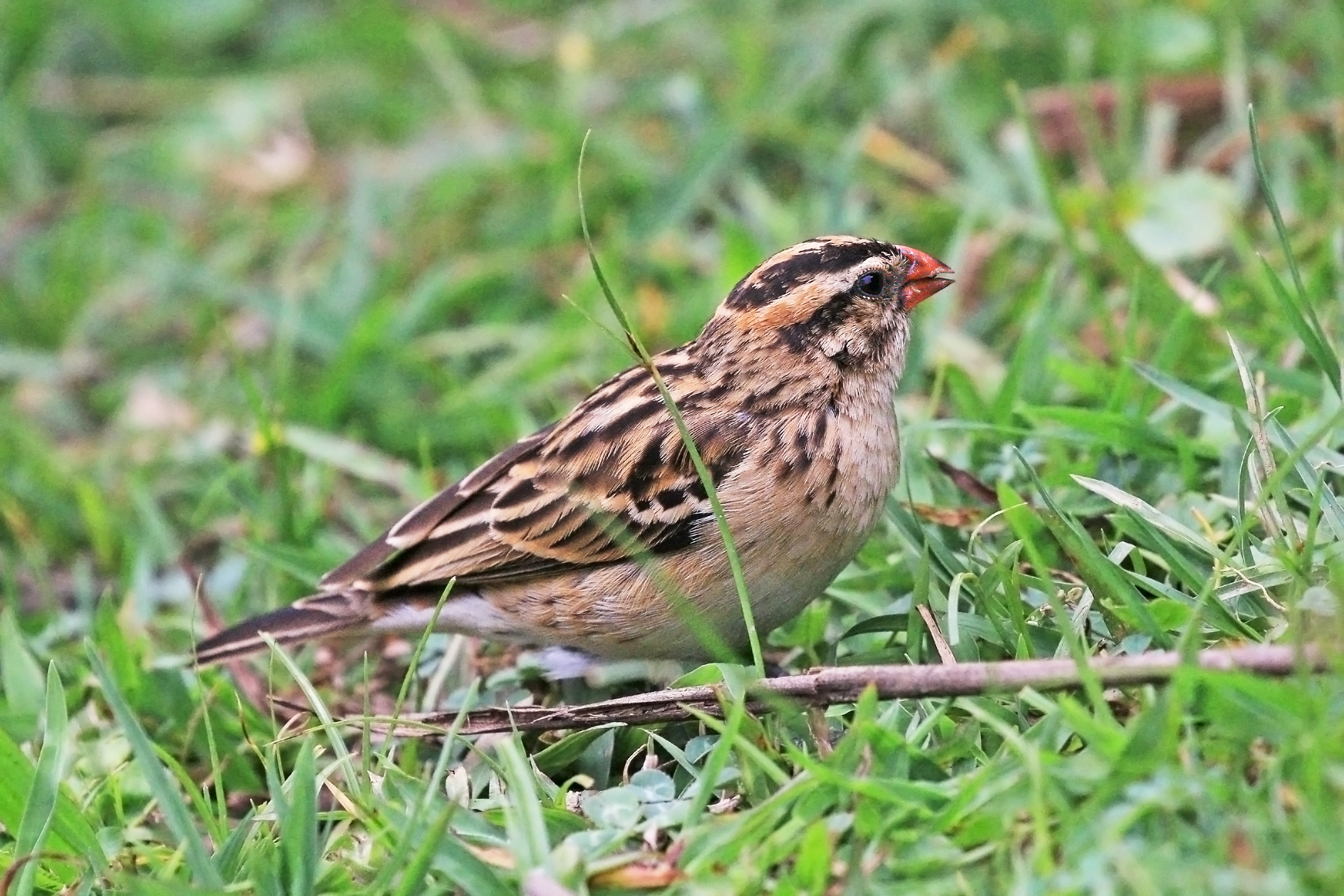
Weibchen der Spitzschwanz-Paradieswitwe

Die Witwenvögel (Viduidae) sind eine Familie aus der Ordnung der Sperlingsvögel (Passeriformes), die ausschließlich in Afrika südlich der Sahara vorkommt. Es handelt sich um Brutparasiten.

## Merkmale
Witwenvögel sind klein mit ovalem kompakten Rumpf, einem mittelgroßen bis großen Kopf, kurzem, dicken Hals und einem kurzen, konischen Schnabel. Die Flügel sind abgerundet. Witwenvögel zeigen einem auffälligen Sexualdimorphismus. Weibchen sind bräunlich, die Männchen der Vidua-Arten sind dagegen schwarz-weißlich mit bräunlichen Gefiederpartien oder glänzend blau-schwarz. Bei den meisten Arten entwickeln die Männchen in der Fortpflanzungszeit sehr lange Steuerfedern. Das Schlichtkleid ist dagegen unauffällig. Der Schwanz weist insgesamt 12 Federn auf, davon werden die inneren zwei Paare zweimal im Jahr von den Männchen gemausert. Die anderen Steuerfedern werden nur einmal im Jahr gemausert. Davon abweichend haben die Männchen der Kuckuckswitwe (Anomalospiza imberbis) ein leuchtend gelbes Gefieder.

## Lebensraum und Lebensweise
Witwenvögel kommen in offenen Landschaften wie Steppen, Savannen, Buschland und in landwirtschaftlich genutzten Gebieten vor. Sie ernähren sich vor allem von Samen, nehmen aber auch Insekten und Früchte zu sich. Während des Ausschwärmens von Termiten bilden diese einen wichtigen Nahrungsbestandteil der Vögel.

## Brutparasitismus
Alle Witwenvogelarten sind Brutparasiten, wobei als Brutwirt für die Gattung Vidua ausschließlich Arten der Prachtfinken genutzt werden, während die Kuckuckswitwe mehrere Arten der Halmsängerartigen parasitiert. Die meisten Vidua-Arten haben sich dabei auf eine Prachtfinkenart spezialisiert; nur bei wenigen Arten werden zwei oder drei sehr nah verwandte Prachtfinkenarten von den Witwenvögeln als Brutwirt genutzt. Die Neigung einiger afrikanischer Prachtfinkenarten, sogenannte Hahnennester zu errichten, wird als eine mögliche Abwehrstrategie dieser Arten gesehen, um den Brutparasitismus zu verhindern.
Die Anpassung zwischen den Wirtsvögeln und den Witwenvögeln geht dabei sehr weit. Die Eier der Witwenvögel aus der Gattung Vidua gleichen denen der Prachtfinken; sie sind lediglich etwas größer. N. B. Davies weist aber allerdings darauf hin, dass sowohl die Vidua-Arten als auch die parasitierten Wirtsvögel weiße Eier legen. Dies deutet er als Hinweis darauf, dass beide eine enge Entwicklungsgeschichte haben. Die Weibchen der Vidua legen gewöhnlich nur jeweils ein Ei in das Nest ihres Wirtsvogel und entfernen auch keine der Eier des Gelege. Anders als beim Kuckuck entfernt ein schlüpfender Witwenvogel nicht die Eier und Jungvögel seiner Wirtsfamilie, sondern wächst gemeinsam mit den Stiefgeschwistern auf. Die Jungvögel der Witwenvögel haben dabei die gleiche Rachenzeichnung, Papillen oder Schnabelrandwülste wie die jungen Prachtfinken. Auch im Federkleid, mit ihren Bettelbewegungen und -lauten gleichen sie den Jungvögeln der Brutwirte. Bei ausgewachsenen Witwenmännchen kann man am Gesang erkennen, von welcher Prachtfinkenart sie aufgezogen wurden. Lediglich die Dominikanerwitwe, die den Wellen- und den Grauastrild als Brutvogel nutzt, und die Glanzwitwe, die ihre Jungen von Elfen- und Feenastrilden aufziehen lässt, haben einen arteigenen Gesang, der nicht an den der Wirtsfamilie erinnert.
Es gibt für einzelne Arten von Prachtfinken Belege, dass die Parasitierung durch einen Witwenvogel nicht mit einem Reproduktionsnachteil einhergehen muss. Dies gilt zumindest für die Rotfuß-Atlaswitwe und den von ihr ausschließlich parasitierten Senegalamarant. In einer Untersuchung zeigte sich, dass die Nester nicht parasitierter Senegalamaranten durchschnittlich 3,5 Eier umfassen. In parasitierten Nestern dagegen finden sich nur geringfügig weniger Eier des Senegalamarants: Im Schnitt wiesen die parasitierten Neuer 3,4 Eier des Senegalamarants und 2,2 Eier der Rotfuß-Atlaswitwe auf. M. Y. Morel kam in einer 1973 veröffentlichten Studie zu dem Ergebnis, dass die höhere Eianzahl im Nest ein „Super-Stimulus“ für die Wirtsvogeleltern darstelle, da parasitierte Nester durchschnittlich weniger häufig von den Wirtsvögeln aufgegeben werden als nicht parasitierte. Bei parasitierten Nestern kommt es nur in 45,7 Prozent der Fälle zur Nestaufgabe. Bei nicht-parasitierten Nestern wird in 56,3 Prozent die Brut abgebrochen. Dass in einem parasitierten Nest durchschnittlich nur  2,1 Nestlinge des Wirtsvogels flügge werden, während es in einem  nicht-parasitierten Nest 2,8 Nestlinge sind, wird durch diesen geringeren Grad an Nestverlusten kompensiert. Der Bruterfolg, gemessen an flügge werdenden, arteigenen Jungen pro gelegten Eiern, ist für den Senegalamarant gleich hoch. Dies erklärt auch, warum es für den Senegalamarant keinen evolutionären Druck gibt, Abwehrmechanismen gegen das brutschmarotzende Verhalten der Rotfuß-Atlaswitwe zu entwickeln.

Eine männliche Kuckuckswitwe. Kuckuckswitwen unterscheiden sich in ihrem Erscheinungsbild auffällig von denen anderer Arten dieser Familie

Bei der Kuckuckswitwe, dem einzigen Vertreter der Gattung Anomalospiza, sind die Eier blass bläulich mit einer roten Fleckung. Nach Ansicht von N.B. Davies ist dies Folge einer Anpassungsentwicklung. Die Ablage durch die Kuckuckswitwe geht auch gewöhnlich mit dem Verschwinden eines Eies aus dem Gelege des Wirtsvogels einher. Allerdings wurde dies noch nie direkt beobachtet. Die Nestlinge der Kuckuckswitwen unterscheiden sich auch deutlich von dem ihres Wirtsvogel und es gibt keine Mimikry der Rachenzeichnung. Nestlinge der Kuckuckswitwe werfen weder Eier noch Nestlinge aus dem Nest, wie es ein frisch geschlüpfter Kuckuck beispielsweise tut. Allerdings ist der Nestling der Kuckuckswitwe beim Betteln um Futter durchsetzungsfähiger, und in einem parasitierten Nest wächst gewöhnlich kein Nestling des Wirtsvogels heran.

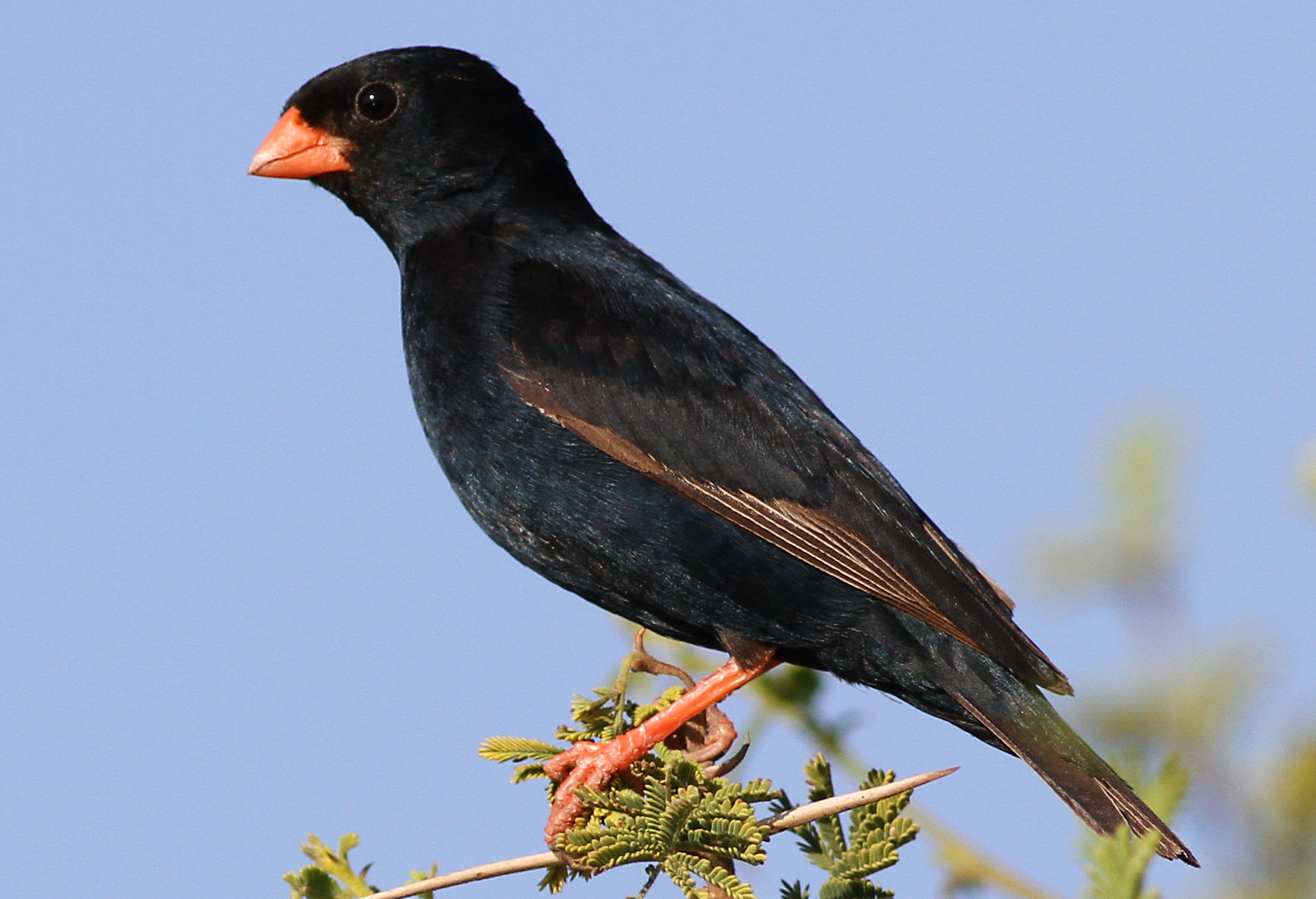
Rotfuß-Atlaswitwe (V. chalybeata)

Langschwanz-Paradieswitwe (V. interjecta)

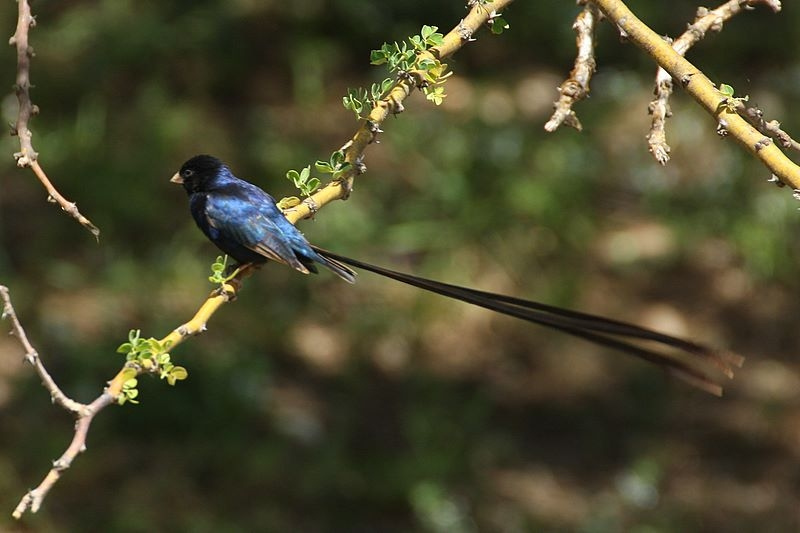
Glanzwitwe (V. hypocherina)

## Gattungen und Arten
- Vidua
  - Rotfuß-Atlaswitwe (V. chalybeata)
  - Jambanduwitwe (V. raricola)
  - Baka-Atlaswitwe (V. larvaticola)
  - Jos-Plateau-Witwe (V. maryae)
  - Grünschwanzwitwe (V. nigeriae)
  - Purpuratlaswitwe (V. funerea)
  - Sambesiwitwe (V. codringtoni)
  - Purpurwitwe (V. purpurascens)
  - Wilsonwitwe (V. wilsoni)
  - Kamerunwitwe (V. camerunensis)
  - Glanzwitwe (V. hypocherina)
  - Strohwitwe (V. fischeri)
  - Königswitwe (V. regia)
  - Dominikanerwitwe (V. macroura)
  - Togowitwe (V. togoensis)
  - Langschwanz-Paradieswitwe (V. interjecta)
  - Spitzschwanz-Paradieswitwe (V. paradisaea)
  - Große Dominikanerwitwe (V. orientalis)
  - Breitschwanzwitwe (V. obtusa)
- Anamalospiza
  - Kuckuckswitwe (Anomalospiza imberbis)